# Steffen Christmann
Steffen Christmann (* 8. Januar 1965 in Neustadt an der Weinstraße) ist Experte für Weinrecht und führt seit 1996 das Familienweingut Christmann im Neustadter Ortsteil Gimmeldingen. Seit 2007 ist er Präsident des Verbands Deutscher Prädikatsweingüter (VDP). Die Stadt Neustadt hat ihn 2012 anlässlich der 180-Jahr-Feier des Hambacher Festes zu einem ihrer zwölf Weinparlamentarier berufen.

## Familie
Christmann wuchs im elterlichen Weingut auf, das 1845 gegründet wurde und von Christmann in siebter Familiengeneration geführt wird. Er ist verheiratet und hat mit seiner Frau Daniela vier Kinder. 

## Ausbildung und Beruf
Nach dem Abitur 1984 am Kurfürst-Ruprecht-Gymnasium Neustadt studierte Christmann Rechtswissenschaft in Heidelberg. 1994 erhielt er die Zulassung als Rechtsanwalt. Parallel absolvierte er eine Weinbauausbildung am DLR Rheinpfalz in Mußbach, die er 1995 abschloss.
Christmann trat zunächst in eine Anwaltskanzlei ein, wo er schwerpunktmäßig den Komplex Landwirtschafts- und Weinrecht bearbeitete. 1996 übernahm er das elterliche Weingut, das seine Wurzeln im 17. Jahrhundert hat. Er stellte es 2003 auf ökologischen Weinbau nach der biodynamischen Methode um und modernisierte die Weinproduktion. Zudem eröffnete er in einem alten Weinkeller von 1575 ein neues Gutsrestaurant, dessen Name „Spinne“ Bezug nimmt auf die Meerspinne als bekannteste Weinlage von Gimmeldingen.
Anfangs umfasste Christmanns Betrieb 17 Hektar Rebfläche, inzwischen sind es 21, die in der Umgebung des Weinguts auf den Gemarkungen von Gimmeldingen, Königsbach, Deidesheim und Ruppertsberg liegen.
Im Juni 2007 wurde Christmann zum Präsidenten des VDP gewählt. Im September 2016 erklärte ihn das zur Konradin Mediengruppe gehörende Fachjournal Weinwisser zu seiner „Persönlichkeit des Monats“.
2019 gründete Steffen Christmann zusammen mit seiner Tochter Sophie sowie Mathieu Kauffmann das Sektgut Christmann & Kauffmann in Gimmeldingen.

## Auszeichnungen

### Weine
Christmann zählt zu den Spitzenerzeugern in der Pfalz. Beispielsweise vergab die Fachzeitschrift Weinwirtschaft für einen 2011er Königsbacher Idig Spätburgunder trocken von Christmann 91 von 100 Punkten, für einen 2014er Königsbacher Idig Riesling trocken Großes Gewächs wurden von Parker 95 von 100 Punkten zuerkannt. Derselbe Wein wurde vom Falstaff-Weinmagazin mit 94 Punkten bewertet. Diese Punktzahl sprach Falstaff insgesamt sechs Christmann-Weinen zu.

### Unternehmen
Auf dem „Weg der Weinlegenden“ in der Neustadter Fußgängerzone Friedrichstraße, der auf eine Anregung des örtlichen Verlagshauses Meininger zurückgeht, wurde im November 2017 mit der einen von zwei weiteren Bodenplatten das Weingut Christmann mit Betreiber Steffen Christmann geehrt.

## Mitgliedschaften
- Verband Deutscher Prädikatsweingüter (VDP)
- Gemeinschaft respekt-BIODYN[4] (seit 2003)
- Neustadter Weinparlament[2] (seit 2012)

## Ehrenämter
Für die FDP hatte Christmann bis 2014 sowie erneut seit 2019 einen Sitz im Stadtrat von Neustadt inne. In der evangelischen Kirche ist er als Presbyter und Synodale engagiert.